# Gaëtan Paquiez
Gaëtan Paquiez (ur. 15 lutego 1994 w Valréas) – francuski piłkarz grający na pozycji obrońcy w klubie Nîmes Olympique.

## Kariera klubowa
Karierę rozpoczął w drugiej drużynie Nîmes Olympique. 8 stycznia 2016 zadebiutował w pierwszej, w wygranym 2:0 meczu ligowym ze Stade Brestois 29. Rozegrał całe spotkanie.